# 포서즈 시스템
포서즈 시스템(Four Thirds System)은 디지털 SLR 카메라 디자인과 개발을 위해 올림푸스와 코닥에서 만든 표준이다. 포서즈는 올림푸스 주식회사(Olympus Optical Co., Ltd.)의 등록 상표이다.
포서즈 시스템은 현 사진기 시장을 지배하는 배타적 마운트 시스템을 배제하고 제조사에 상관없이 렌즈와 사진기 바디의 상호 교환하여 사용할 수 있도록 호환성을 제공하는 사진기의 제조표준이다. 미국 특허 6,910,814에서 이를 다루고 있다.
타사의 DSLR이 기존 필름용 SLR 시스템을 계승하여 발전한 것과는 달리, 포서즈는 처음부터 끝까지 디지털을 위해 새롭게 디자인되어 탄생했다. 가장 주목할 사항은 렌즈로써, 디지털 센서의 요구 사항에 맞춰 디자인되었는데, 이 중 가장 큰 특징은 수직입사(telecentric) 디자인이다. 이 시스템의 장점은 무엇보다도 렌즈의 '수직입사'성으로 인해, 센서의 각 부분에 전달되는 빛이 수직으로 향하기에 일반적인 렌즈에 비해 주변부 화질에 상당한 성능 향샹이 있다는 점이다.
포서즈 규격의 센서 크기는 35mm 풀 프레임 포맷에 비해 약 2배의 크롭 팩터(Crop Factor 또는 초점거리 배수-Focal length multiplier-라는 용어를 쓴다)를 지닌다.
포서즈 시스템의 구형 모델들이 채용하고 있는 코닥 센서는 이른바 풀 프레임 트랜스퍼 CCD로, 이 센서는 포서즈 시스템의 큰 특징 중 하나인 수직입사에 의한 빛의 수광효율을 극대화해 준다. 최근, E-330 모델을 시작으로 E-620과 마이크로 포서즈 모델에 이르는 포서즈 시스템의 신형 모델들은 모두 '라이브 뷰를 목적으로' 파나소닉의 Live Mos라고 하는 신형 이미지 센서를 채용하고 있는데, 이 센서는 이전 코닥 센서보다 스캔 속도가 더 빨라 라이브 뷰 촬영이 가능하다.
35mm 풀 프레임 디지털 센서나 필름의 촬상면 크기가 36 mm x 24 mm인 데 비해, 포서즈 시스템은 그보다 약 4분의 1 정도의 작은 면적인 약 18 mm x 13.5 mm (대각선 길이 22.5 mm)의 센서를 사용한다.
올림푸스 관계자는 앞으로의 발전의 방향을, 이미지 센서의 화소수를 증가시켜 밀집도가 높아짐으로 인해 발생하는 부작용보다는 현재의 화소수를 유지하면서 오히려 화질적 요소의 향상에 주력할 것이며, 이를 통해 좀 더 좋은 신호 대 잡음비(S/N)와 계조(dynamic range), 색 재현력(color reproduction) 성능에 주력할 것이라고 말했다.

## 센서 크기와 종횡비

각종 카메라 이미지 관련 포맷의 크기 비교 스케치

이 시스템의 이름은 이미지 센서의 크기에서 유래하였다. 사용된 센서는 "4/3 인치" 타입이었다. 그 길이는 (실제 빛이 감광되는 영역은 더 작지만) 비디콘 튜브(Vidicon tube)의 지름 크기다. 실제 센서의 대각선 길이는 22.5mm이다.
종종 이 이름이 현재 카메라에서 사용되는 센서의 4:3 종횡비로 언급되기도 한다. 포서즈 시스템의 사진에서 긴 측(가로)은 짧은 측(세로)의 4/3(1.33)배다. 이는 35mm 포맷의 종횡비 1.5와 정사각형의 종횡비 1의 중간 쯤이다. 포서즈 시스템에서 원형의 이미지 영역의 크기 이외에 종횡비에 대해서도 정의를 하고 있는지 논란이 있지만, 미국 특허 제 6910814호에서 다음과 같은 언급이 나온다.
| “ | 카메라 바디는 원형의 이미지 영역 내에 4:3 종횡비의 화상면을 갖는 화상 획득 장치를 갖는다. | ” |

이러한 4:3 종횡비는 대부분의 컴팩트 디지털 카메라와 동일한데, 이러한 4:3 화면 구성비의 주 원인은 멀티미디어 화면의 최적화에 있었다. 포서즈 시스템이 태동될 2000년 당시, 컴퓨터의 CRT 모니터와 아날로그 TV의 화면 비율이 4:3이었기 때문이다.
현재는 컴퓨터 화면에서 와이드 화면 구성 비율이 기준이 되고 있으며, 포서즈의 4:3 종횡비는 이러한 와이드 화면 비율에서 전체 화면을 보기 위해서 슬라이드 바를 써야 하거나 화면 전체로 확대해 볼 경우, 불행히도 25%의 화면을 활용 못하게 된다.
이러한 화면 구성 비율은 렌즈 디자인에도 직접적인 영향을 주어서 올림푸스에서 포서즈 전용 디자인의 많은 렌즈들이 내부 직사각형 배플(baffle)형 구조이고 고정형 마운트의 페텔(petel) 렌즈 후드들은 오직 4:3 종횡비에만 맞도록 설계되었다.
하지만 최근에 출시되는 올림푸스의 포서즈 카메라들의 경우는 다중 종횡비(multi aspect) 시스템을 소프트웨어적으로 지원하여 이는 센서의 종횡비인 4:3 비율 이외에도 3:2, 16:9, 1:1 등과 같은 다양한 종횡비의 결과물을 가능하게 한다.

## 포서즈와 크롭 팩터의 연관성

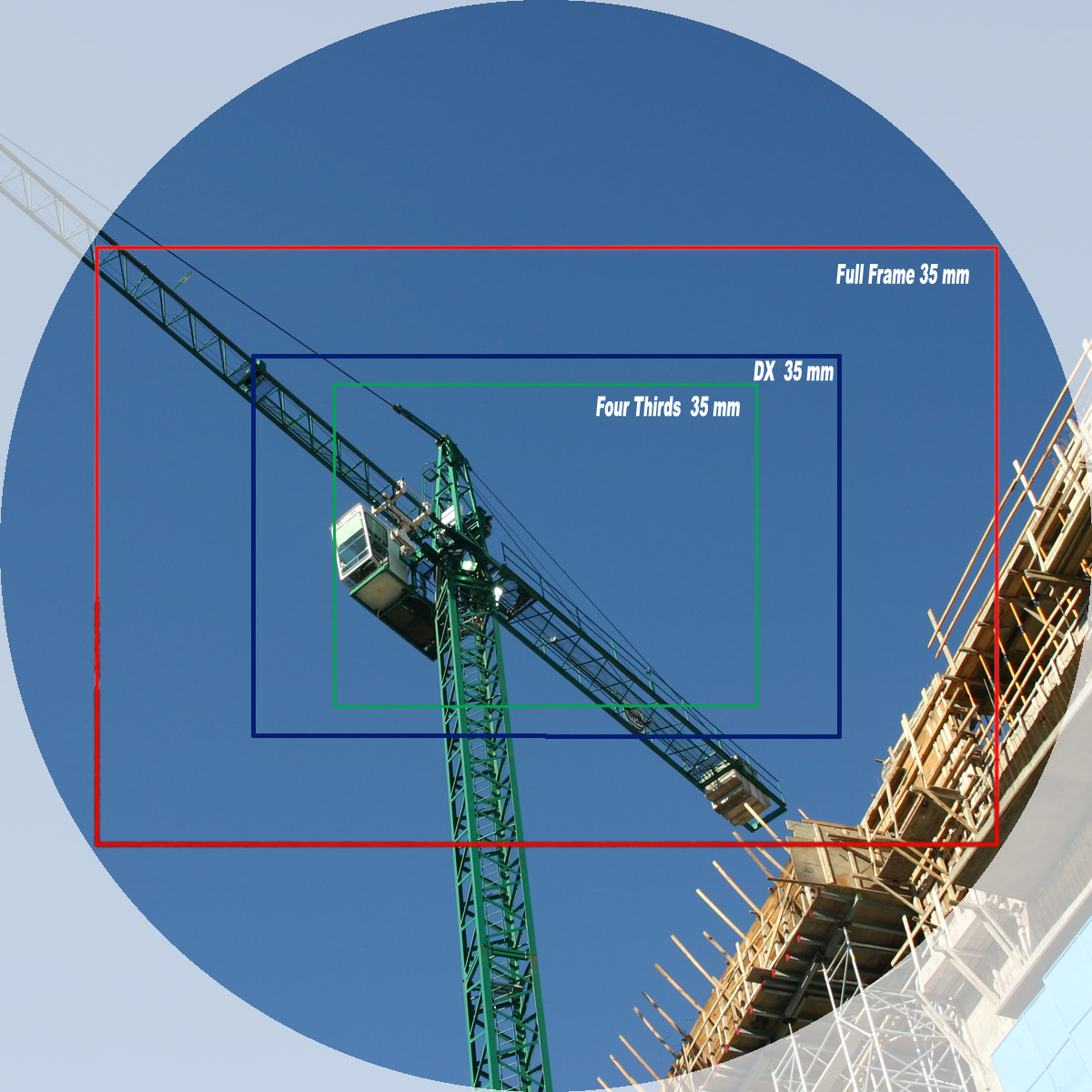
초점거리 35mm의 이미지 크롭 팩터

크롭이란 정확히는 크롭 팩터(crop factor)를 의미하며 초점거리 배수(Focal length multiplier)라고 쓰기도 한다. 사진에서 이것은 각각의 다른 시스템의 포맷에서 환산화각(환산초점거리)을 표시할 수 있는 비율을 의미하고, 그 기준은 사진 시스템의 대중성으로 표준으로 인식되는 35mm 필름을 기반으로 한다. 포서즈에서 이런 크롭 팩터가 중요한 이유는 다음과 같다.
- 35mm 필름을 사용하는 135 포맷은 환산 초점거리(환산 화각)을 표시하는 기준이 된다. 컴팩트 디카부터 중형까지 모든 렌즈의 화각을 환산 초점거리로 알 수 있다.
- 위 환산 초점거리의 정보로 렌즈의 광각이나 망원의 정도를 쉽게 판단할 수 있다. 이 점은 컴팩트 카메라나 DSLR용 렌즈를 구입하고 사용하는 이에게 유용한 정보이다.
- 사진에서 필요한 광학적인 효과의 예상에 필요하다. 대표적인 경우가 피사계 심도(배경 흐림 정도)나 배경 압축 등을 크롭 팩터에 따라서 어느 정도 예상해볼 수 있다.

각 시스템의 크롭 팩터는 크롭 팩터 항목에 도표로 정리되어 있다.
옆의 그림을 참고하면, 각각의 시스템에서 35mm라는 동일 초점거리의 렌즈를 사용할 때, 빨간 상자는 풀 프레임의 이미지를, 파란 박스는 니콘의 DX 시스템의 렌즈에서 보이는 이미지 크기를, 그리고 녹색박스는 포서즈의 시스템의 렌즈에서 보이는 이미지를 나타낸다. 각각의 시스템에서 동일한 초점거리의 렌즈를 사용하여 담을 수 있는 각각의 이미지 영역 차이의 비교이다. 결과적으로 같은 초점거리이지만 판형이 다름으로 인해 생기는 서로 다른 각각의 화각에 의한 결과물이다.
포서즈의 경우 35mm 풀 프레임 DSLR 대비 2배 크롭 팩터가 된다. 이런 크롭 팩터는 이미 여러 사진학 관련 책자에서 공식적으로 명기되어 있는 표현이기도 하다
대표적인 경우의 예를 들면 옥스퍼드대 사진학 교수였던 마이클 랭포드(Michael Langford)가 저술한 사진학 교재인 고급사진학(Advanced Photography)를 참고할 수 있는데, 동 저서 64페이지의 Using lenses created for 35 mm systems on DSLRs에 크롭 팩터에 대한 예를 아래처럼 적고 있다.
올림푸스 DSLR에 사용되는 포서즈 시스템은 2배의 크롭 팩터를 가지고 있다.(the Four Thirds System used in Olympus DSLRs has a crop factor of 2X.)— 랭포드, "고급사진학"

 이 크롭 팩터라는 표현은 해당 시스템이 크롭인가 아닌가와는 아무 상관이 없고, 심지어 판형이 더 큰 중형 카메라에도 적용(크롭 팩터가 1보다 작다)되므로 오해하지 말도록 하자.

## 장점과 단점
| 장점 - 포서즈 시스템의 수직입사성으로 인해서 센서의 각 부분에 전달되는 빛의 양이 고르기 때문에 비네팅이 적고 주변부의 화질이 뛰어나다. - 플랜지백(Flange-Back)의 길이가 다른 마운트보다 짧기 때문에 어댑터링을 만들어서 플랜지백이 더 긴 마운트의 렌즈를 이용할 수 있다. 다만 다른 마운트 렌즈 사용시 AF(오토 포커스)가 작동하지 않는다. - 센서가 작아 센서가 먼지에 노출되면 결과물에 심각한 문제를 주기 때문에 포서즈 시스템은 DSLR 최초로 먼지 제거 시스템(dust reduction)을 탑재하였다. 현재 판매되는 9 종의 올림푸스 포서즈 카메라는 모두 먼지 제거 기능을 갖추고 있다. 단점 - 수직입사성을 위해서는 광각과 표준 줌 대역에 더 공격적인 레트로 포커스 디자인을 채용해야 한다. 이것은 밝은 조리개의 렌즈를 만들기 어렵게 하며 이러한 요소는 시중에 나와있는 포서즈 광각 렌즈의 가격을 비싸게 만든다. - 빛의 총량 측면에서 보면, 35mm 풀 프레임 시스템의 f/1.0~f/2.0 렌즈에 대응하는 포서즈 시스템 렌즈가 없다. |

### 센서 크기로 인한 장단점
포서즈 시스템은 135 포맷이나 APS-P,C,H,과 다른 작은 센서를 쓰고 있어 장단점이 동시에 존재하게 되는데, 이는 다음과 같다. 풀 프레임이나 APS 보다 센서의 크기가 작기 때문에 고감도에서의 노이즈나 화질 열화 등의 면에서 취약하나, 컴팩트 디지털 카메라에 비해서는 우수하다.
포서즈 시스템은 이런 센서의 단점을 좋은 해상력과 수직입사성을 지닌 렌즈를 사용하여 전반적인 화질 향상을 꾀하여 극복하려 하고 있다. 그러나 이러한 노력들이 작은 센서 크기 자체에서 오는 노이즈의 근본적인 해결책로는 부족하다. 하지만 이런 단위면적당 높은 화소에서 오는 과밀도로 인한 노이즈 문제는 이미 캐논의 고화소 APS-C 센서에서도 비슷한 현상을 발견할 수 있기 때문에, 과밀도에 의한 광학셀의 소형화에 따른 노이즈 증가는 이제 포서즈에만 국한된 문제는 아니다.
| 장점 - 이미지 서클의 길이가 다른 제품의 경우보다 작기 때문에 자이델의 5대 수차로 인한 화질 저하가 2배부터 16배까지 적다. - 센서의 크기로 인해서 135 포맷 풀 프레임 대비 조리개값 2 스탑 정도 DOF(Depth of Focus : 피사계심도)가 깊어지기 때문에 깊은 심도 확보에 유리하다. - 카메라 본체와 렌즈의 소형화가 상대적으로 용이하다. - 이미지 서클 크기가 작아서 수직입사 구현이 용이하다. - 135 포맷 대비 저가의 가격으로 생산이 가능하다 | 단점 - 센서가 작기 때문에 광학식 뷰파인더를 크게 만들 수 없다. 그러나, EVF를 사용하는 마이크로포서드에는 이 단점이 적용되지 않는다. - 센서의 크기로 인해서 135 풀 프레임 대비 조리개값이 2 스탑 정도 DOF(Depth of Focus : 피사계심도)가 깊어지기 때문에 얕은 심도 표현(아웃포커싱)에 불리하다. - 일반적으로 센서가 작으면 고감도에서 노이즈가 증가한다. 특히 저광량 촬영시, 비슷한 신호 대 잡음비를 얻기 위해서는 더 큰 크기의 이미지 센서를 가진 카메라에 비해 더 밝은 렌즈를 필요로 한다. - 총 화소수가 비슷할 때, 작은 센서의 화소 크기는 큰 센서에 비해 작고, 이 때문에 한 화소가 받는 빛의 양이 적어진다. 포서즈 시스템에서 f/2 렌즈는 35mm 풀 프레임 센서를 가진 시스템의 f/4 렌즈와 비슷한 양의 빛을 통과 시킨다. |

## 포서즈를 채택한 회사
2006년 Photo Marketing Association Annual Convention and Trade Show에 따르면 포서즈 컨소시엄은 다음과 같다.
| - 라이카 - 산요 - 시그마 | - 올림푸스 - 코닥 - 파나소닉 | - 후지 |

## 포서즈의 미래
현재 포서즈 제품에 유일하게 생산하고 있는 올림푸스도 포서즈 시스템의 단종을 염두에 둔 행동을 취하고 있다
그런 움직임의 예는 올림푸스가 포서즈 플래그십에 해당하는 올림푸스 E-5를 제외한 다른 모든 포서즈 카메라의 생산을 중단 한다는 결정이다. 또한 E-5 역시 리테일러들에게 조차 선주문에 의한 소량 예약 판매만을 실시하고 있다.
올림푸스의 이러한 행보의 이유는 마이크로포서즈 시스템에 전략적인 투자를 하는 행보로 그동안 실적에 향상이 없었던 포서즈 사업 분야의 축소를 의미한다.
올림푸스는 2012년에 E-M1을 내놓아 플래그십 기종도 마이크로포서즈로 전환하면서 더 이상 기존 포서즈 제품은 생산하지 않고 마이크로포서즈에 집중하게 됨을 밝혔다.

## 포서즈 렌즈
- 올림푸스는 매크로와 어안 렌즈를 포함해서 초점거리 7~300mm의 24 종의 포서즈 렌즈를 만들었다.
- 시그마는 매크로 렌즈를 포함해서 초점거리 10~800mm의 14종의 포서즈 호환 렌즈를 만들었다.
- 라이카(파나소닉)은 초점거리 14~150mm의 4종의 포서즈 렌즈를 만들었다.

2009년 3월 현재 포서즈 마운트를 지원하는 렌즈는 다음과 같다.
| 올림푸스(OLYMPUS) - Zuiko Digital ED 7-14mm f4.0 - ED 8mm f3.5 Fisheye - ED 9-18mm f4.0-5.6 - ED 11-22mm f2.8-3.5 - ED 12-60mm f2.8-4.0 SWD - ED 14-35mm f2.0 SWD - ED 14-42mm f3.5-5.6 - 14-45mm f3.5-5.6 - 14-54mm f2.8-3.5 - 14-54mm f2.8-3.5 II - 17.5-45mm f3.5-5.6 - ED 18-180mm f3.5-6.3 - 25mm f2.8 - 35mm f3.5 Macro - ED 35-100mm f2.0 - 40-150mm f3.5-4.5 - ED 40-150mm f4.0-5.6 - ED 50mm f2.0 Macro - ED 50-200mm f2.8-3.5 - ED 50-200mm f2.8-3.5 SWD - ED 70-300mm f4.0-5.6 - ED 90-250mm f2.8 - ED 150mm f2.0 - ED 300mm f2.8 | 시그마(SIGMA) - 10-20mm f4-5.6 EX DC HSM - 18-50mm f2.8 EX DC MACRO - 18-50mm f3.5-5.6 DC - 18-125mm f3.5-5.6 DC - 24mm f1.8 EX DG ASPHERICAL MACRO - 30mm f1.4 EX DC HSM - 50mm f1.4 EX DG HSM - 50-500mm f4-6.3 APO EX DG HSM - 55-200mm f4-5.6 DC - 70-200mm f2.8 Ⅱ APO EX DG MACRO HSM - 105mm f2.8 EX DG MACRO - 135-400mm f4.5-5.6 APO DG - 150mm f2.8 APO EX DG HSM MACRO - 300-800mm f5.6 APO EX DG HSM 라이카(LEICA) - D VARIO-ELMARIT 14-50mm f2.8-3.5 ASPH. MEGA O.I.S. - D VARIO-ELMAR 14-50mm f3.8-5.6 ASPH. MEGA O.I.S. - D VARIO-ELMAR 14-150mm f3.5-5.6 ASPH. MEGA O.I.S. - D SUMMILUX 25mm f1.4 ASPH. |

## 마이크로 포서즈 시스템
2008년 8월 올림푸스와 파나소닉은 새로운 렌즈 포맷인 마이크로 포서즈를 발표했다.
마이크로 포서즈 시스템은 포서즈 시스템과 같은 크기의 센서를 사용하며, 미러를 제거하고 플랜지백을 축소하여 더 작은 카메라와 렌즈의 제작을 가능하게 했다. 플랜지백의 축소는 광각에서 보다 유리하며, 어댑터를 이용하여 다양한 마운트의 렌즈들을 사용 가능하다는 장점이 있다.